# Dinteranthus
Dinteranthus Schwantes è un genere di piante succulente della famiglia delle Aizoacee, diffuso in Sudafrica e Namibia. 

## Tassonomia
Il genere comprende le seguenti specie:
- Dinteranthus inexpectatus (Dinter) Schwantes
- Dinteranthus microspermus (Dinter & Derenberg) Schwantes
- Dinteranthus pole-evansii (N.E.Br.) Schwantes
- Dinteranthus puberulus N.E.Br.
- Dinteranthus vallis-mariae (Dinter & Schwantes) B.Fearn
- Dinteranthus vanzylii (L.Bolus) Schwantes
- Dinteranthus wilmotianus L.Bolus